# Р-2 (ракета)
Р-2 е съветска балистична ракета, разработена по времето на Студената война. Разработена е на основата на предшественика си Р-1, който от своя страна е пряко копие на немската Фау-2. Натовското наименование на ракетата е SS-2 Sibling.
Р-2 има няколко основни преимущества спрямо Р-1, на която е базирана. Теглото и е увеличено с 50%, както и обсегът ѝ – вече 600 км. За по-голяма точност е включено и радарно насочване
Първият тест на Р-2 е извършен през септември 1949, а влиза окончателно в снаряжението на съветската армия през 1953.
Р-2 е последната съветска ракета, базирана на немския дизайн. Оттук нататък всички ракети използват дизайн, проектиран от ОКБ-1

## Оператори
- СССР